# Francesco De Fabiani
Francesco De Fabiani (Aosta, 21 april 1993) is een Italiaanse langlaufer. Hij vertegenwoordigde zijn vaderland op de Olympische Winterspelen 2014 in Sotsji en op de Olympische Winterspelen 2018 in Pyeongchang.

## Carrière
De Fabiani maakte zijn wereldbekerdebuut in december 2013 in Oberhof. Tijdens de Olympische Winterspelen van 2014 in Sotsji eindigde de Italiaan als 21e op de 30 kilometer skiatlon, als 25e op de 50 kilometer vrije stijl en als dertigste op de 15 kilometer klassieke stijl.
In december 2014 scoorde hij in Lillehammer zijn eerste wereldbekerpunten. In Falun nam De Fabiani deel aan de wereldkampioenschappen langlaufen 2015. Op dit toernooi eindigde hij als veertigste op de 30 kilometer skiatlon. Op de estafette eindigde hij samen met Dietmar Nöckler, Roland Clara en Federico Pellegrino op de zesde plaats. Op 8 maart 2015 boekte de Italiaan in Lahti zijn eerste wereldbekerzege. In Lahti nam hij deel aan de wereldkampioenschappen langlaufen 2017. Op dit toernooi eindigde hij als veertigste op de 15 kilometer klassieke stijl. Samen met Dietmar Nöckler, Giandomenico Salvadori en Federico Pellegrino eindigde hij als achtste op de estafette. Tijdens de Olympische Winterspelen van 2018 in Pyeongchang eindigde De Fabiani als twintigste op de 30 kilometer skiatlon en als 22e op de 50 kilometer klassieke stijl. Op de estafette eindigde hij samen met Maicol Rastelli, Giandomenico Salvadori en Federico Pellegrino op de zevende plaats.
In Seefeld nam de Italiaan deel aan de wereldkampioenschappen langlaufen 2019. Op dit toernooi eindigde hij als achtste op de sprint, als veertiende op de 50 kilometer vrije stijl en als twintigste op de 15 kilometer klassieke stijl. Samen Federico Pellegrino veroverde hij de bronzen medaille op de teamsprint, op de estafette eindigde hij samen met Maicol Rastelli, Federico Pellegrino en Giandomenico Salvadori op de tiende plaats. Op de wereldkampioenschappen langlaufen 2021 in Oberstdorf eindigde hij als dertigste op de sprint, samen met Federico Pellegrino eindigde hij als vijfde op de teamsprint.

## Resultaten

### Olympische Winterspelen
| Jaar | Plaats      | Resultaten                                                         |
| ---- | ----------- | ------------------------------------------------------------------ |
| 2014 | Sotsji      | 30e 15 km klassieke stijl 21e 30 km skiatlon 25e 50 km vrije stijl |
| 2018 | Pyeongchang | 20e 30 km skiatlon 22e 50 km klassieke stijl 7e 4x10 km estafette  |

### Wereldkampioenschappen
| Jaar | Plaats     | Resultaten |
| ---- | ---------- | --- |
| 2015 | Falun      | 40e 30 km skiatlon 6e 4x10 km estafette                                                                                            |
| 2017 | Lahti      | 40e 15 km klassieke stijl 8e 4x10 km estafette                                                                                     |
| 2019 | Seefeld    | 8e Sprint (vrije stijl) · 20e 15 km klassieke stijl · 14e 50 km vrije stijl · Teamsprint (klassieke stijl) · 10e 4×10 km estafette |
| 2021 | Oberstdorf | 30e Sprint (klassieke stijl) 5e Teamsprint (vrije stijl)                                                                           |

### Wereldbeker
Eindklasseringen
| Seizoen   | Algm | DI  | SP  | TdS |
| --------- | ---- | --- | --- | --- |
| 2013/2014 | –    | –   | –   | DNF |
| 2014/2015 | 22e  | 13e | –   | 24e |
| 2015/2016 | 12e  | 11e | 87e | 9e  |
| 2016/2017 | 25e  | 25e | 87e | 14e |
| 2017/2018 | 23e  | 17e | 35e | DNF |
| 2018/2019 | 7e   | 6e  | 11e | 9e  |
| 2019/2020 | 30e  | 28e | 36e | DNF |
| 2020/2021 | 15e  | 17e | 20e | 15e |

Wereldbekerzeges
| Datum        | Plaats | Onderdeel             |
| ------------ | ------ | --------------------- |
| 8 maart 2015 | Lahti  | 15 km klassieke stijl |